# Николов, Пламен (футболист, 1961)
Пламен Николов (болг. Пламен Николов; род. 20 августа 1961 года, Дряново) — болгарский футболист, вратарь. Выступал за сборную Болгарии.

## Клубная карьера
Пламен Иванов Николов родился 20 августа 1961 года в Дряново. Начал карьеру в местном «Локомотиве».
Профессиональный дебют Николова состоялся в 1978 году в составе той же команды. В 1981 году перешёл в софийский «Локомотив», в котором выступал до 1991 года. Затем играл в «Левски» (1991—1997) и «Септември» (1997—1999).
Завершил карьеру в 1999 году.

## Карьера в сборной
С 1991 по 1994 год провёл за сборную Болгарии 6 матчей. Попал в заявку сборной на чемпионат мира 1994 года, где, в матче за 3 место против сборной Швеции, вышел на замену и отыграл весь второй тайм.

## Достижения
- Орден «Стара-планина» I степени (20 июля 1994 года)[3]
- Почётный гражданин Софии

«Локомотив» (София)
- Обладатель Кубка Болгарии (1981)

«Левски»
- Трёхкратный чемпион Болгарии (1992/93, 1993/94, 1994/95)
- Двукратный обладатель Кубка Болгарии (1992, 1994)